# Franz Thorbecke (Fotograf)
Franz Thorbecke (* 26. Oktober 1922 in Lindau; † 22. September 2011 ebenda) war ein deutscher Fotograf. Er wurde bekannt durch seine Luftbildfotografie.

## Leben
Franz Thorbecke wurde am 26. Oktober 1922 in Lindau geboren und wuchs auf dem im Südwesten des festländischen Stadtgebiets der Bodensee-Inselstadt Lindau gelegenen Familiensitz Lindenhof in Schachen auf. Nach dem Notabitur wurde er als Soldat im Bodendienst der Luftwaffe eingezogen. Nach kurzer Gefangenschaft und Mitarbeit im 1912 gegründeten Jan Thorbecke Verlag seines Bruders verbrachte er zwei Jahre in Sanatorien, um ein Lungenleiden, das er sich im Krieg zugezogen hatte, auszukurieren. Diese Zeit nutzte Thorbecke, sich autodidaktisch in seiner Passion, der Fotografie, weiterzubilden. Er wurde dabei von seinem Mentor Toni Schneiders gefördert.
1953 begann er mit der Luftbildfotografie. Seine Sujets waren zuerst der Lindauer Hafen und Bodenseeschiffe. Mit dem Erwerb des Privatpilotenscheins 1960 und einer eigenen einmotorigen Piper Super Cub konnte er Beruf und Leidenschaften, zu denen vor allem die Alpen zählten, verbinden. Er war, inzwischen Besitzer eines Berufspilotenscheins, bis ins Alter von 75 Jahren fliegerisch aktiv.

## Werke

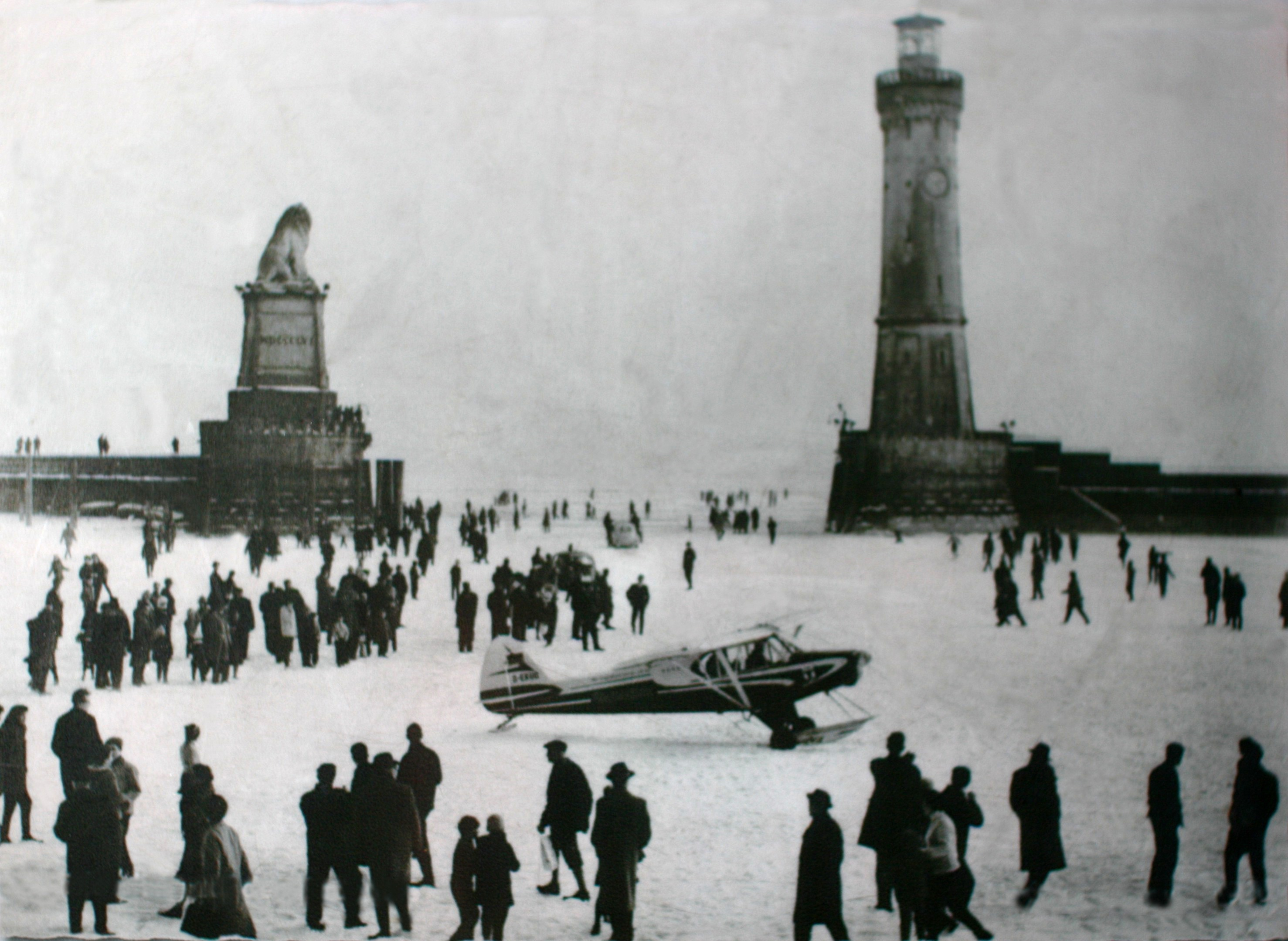
Darstellung mit Thorbeckes Piper auf einer Ansichtstafel am Lindauer Hafen: Eislandung im Hafenbecken von Lindau während der Seegfrörne 1963, Aufnahme von Werner Stuhler.

Zum Jahrhundertereignis auch für den Fotografen wurde die Seegfrörne des Bodensees 1963. Über die Grenzen bekannt wurde Werner Stuhlers Aufnahme von Thorbeckes Piper im zugefrorenen Lindauer Hafen, nur eine von mehreren Landungen und Starts auf dem zugefrorenen See. Viele seiner Luftaufnahmen dokumentieren das Zufrieren des Sees wie auch das Schmelzen der Eisdecke. Sechs Jahrzehnte lang und zu jeder Jahreszeit fotografierte Thorbecke, meist auch als Pilot, die Bodenseeregion und die gesamten Alpen. Er dokumentierte auch hier den Wandel. Daneben erfüllte er Auftragsarbeiten für Verlage, Presse und das Bundesministerium für Verkehr (Verlauf der Autobahnen). Insgesamt umfasste sein Archiv weit über 100.000 Fotografien, die meistens im Negativformat 6 × 6 cm mit einer Rollei aufgenommen wurden. Thorbecke war ein bedeutender Dokumentar-Fotograf und Repräsentant der objektbezogenen bildgestalterischen Fotokunst, dessen Bilder auch wissenschaftlich verarbeitet werden.

## Publikationen (Auswahl)
- mit Hans Fehn und Winfried Terhalle: Luftbilder aus Bayern. Landschaft, Kultur, Wirtschaft. Thorbecke, Konstanz u. a. 1963.
- mit Toni Schneiders: Kostbarkeiten aus dem Haus Zum Cavazzen in Lindau. Städtische Kunstsammlungen, Lindau / Bodensee 1965.
- mit Walter Pause: Die Alpen mit Adleraugen, 139 Flugfotos und Kommentare. Heering, Seebruck am Chiemsee 1967.
- mit Peter Pletschacher: Luftfahrt am Bodensee. Luftbilder einst und heute. Stadler, Konstanz 1985, ISBN 3-7977-0108-X.
- mit Werner Stuhler: Die Insel Lindau. 50 Jahre photographischer Rückblick. Lindauer Druckerei, Lindau 2002.
- mit Jürgen Resch (Texte): Bodensee. Weltkulturlandschaft im Wandel der Zeit. Ein Portrait in Luftbildern aus 80 Jahren. Stadler, Konstanz 2004, ISBN 3-7977-0494-1.

## Ausstellungen (Auswahl)
- Museum Langenargen: Fotokunst: Traumwelt Bodensee. Ausstellungsbeteiligung, 22. März bis 11. Oktober 2015. (Informationen auf der Website des Museums)
- Zeppelin Museum Friedrichshafen: Seegfrörne 1963 – ein Jahrhundertereignis. 18. Januar–24. März 2013 (Informationen auf der Website des Museums)
- Stadtmuseum Lindau: Werner Stuhler, Franz Thorbecke – die Insel Lindau: 50 Jahre photographischer Rückblick. Im Sommer 2002